# میراندو سیتی، تگزاس
میراندو سیتی (به انگلیسی: Mirando City) یک منطقهٔ مسکونی در ایالات متحده آمریکا است که در شهرستان وب، تگزاس واقع شده‌است. میراندو سیتی ۱۶۶ نفر جمعیت دارد و ۲۳۱ متر بالاتر از سطح دریا واقع شده‌است.